# Styrkelyft

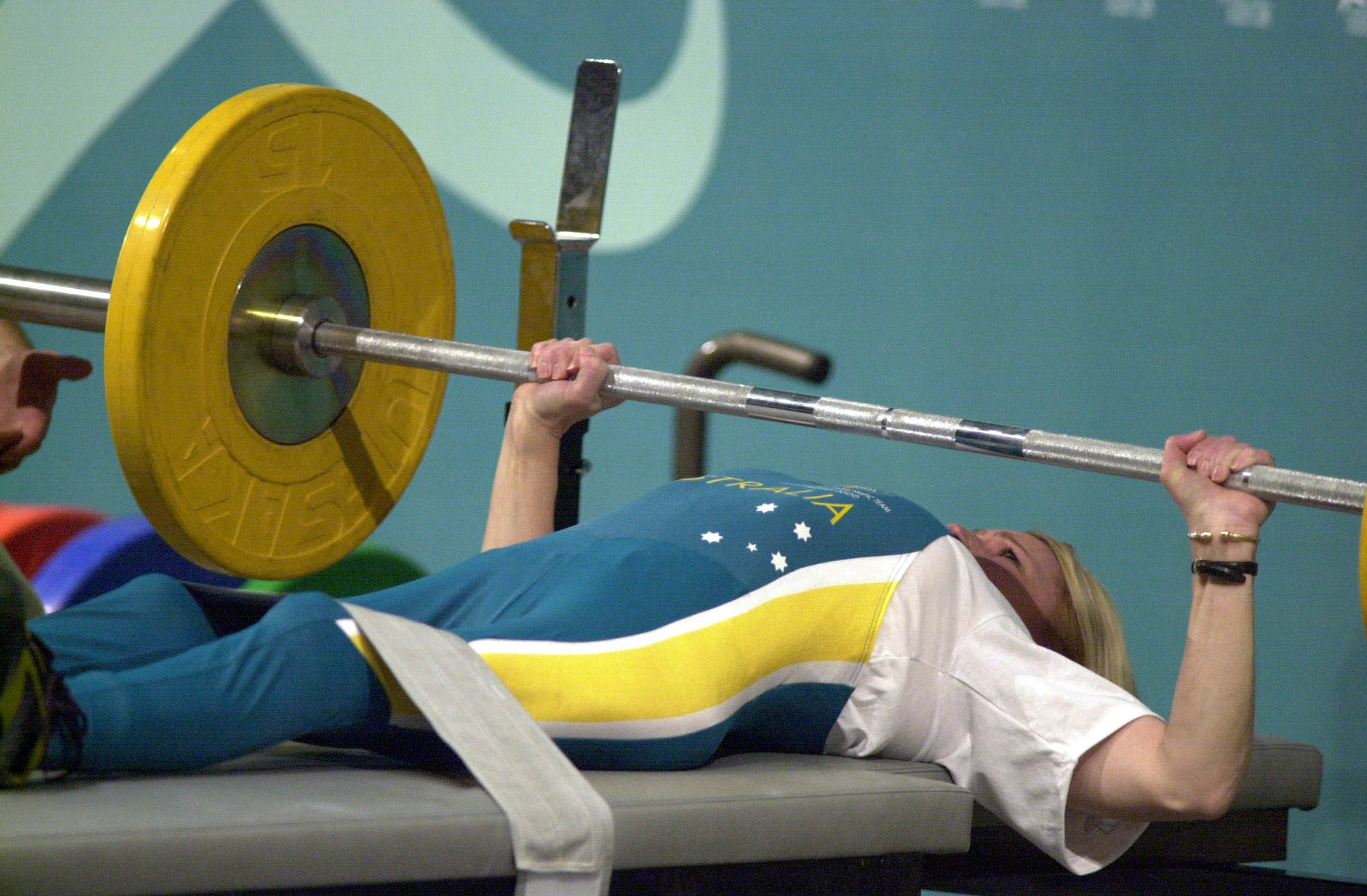
Delmomentet bänkpress.

Styrkelyft är en idrott som innefattar tre delmoment: knäböj, bänkpress och marklyft. Dessa genomförs oavsett om deltagaren tävlar i styrkelyft klassiskt  eller i styrkelyft utrustat. I utrustat styrkelyft har deltagaren speciella dräkter beroende på vilket delmoment som genomförs. Dräkten ger större möjlighet att lyfta högre vikter i styrkelyft utrustat än i styrkelyft klassiskt, dräkterna ställer högre krav på teknik och utförande kontra klassiskt. I styrkelyft klassiskt ställs mer krav på ens egen styrka utan hjälp av dräkterna. Vid tävling genomförs delmomenten i nämnd ordning. Deltagaren har tre försök i varje delgren där den högsta godkända vikten i respektive delgren sparas till ett sammanlagt resultat. Misslyckas lyftaren med samtliga tre lyft i en delgren är denne diskvalificerad. Misslyckas man med ett lyft får man göra ett nytt försök inom gränsen av de tre försöken, antingen på samma vikt alternativt höja vikten, eller avstå. Dock är det inte tillåtet att sänka från en tidigare prövad vikt.

## Lyftmoment
Vid Knäböj vilar en skivstång på en ställning i axelhöjd. Lyftaren lyfter av stången från ställningen med stången vilande på skuldrorna samt med handgrepp om stången. På domarens signal böjer lyftaren knäna och höften tills lårets övre muskelfäste är lägre än knäts högsta punkt. Därefter pressar lyftaren tillbaka stången utan sänkning till upprättstående utgångsläge. På domarens signal lägger lyftaren tillbaka stången på ställningen.
Bänkpress går ut på att man ligger på rygg på en plan bänk med bägge fötterna i golvet. Man greppar en skivstång som ligger på en ställning vid huvudänden och lyfter ut den från ställningen. På signal från domaren sänks skivstången mot bröstet där den skall ligga still och armbågens lägsta punkt ska vara under eller i höjd med högsta punkten på axeln, varpå domaren ger signal att stången får pressas. Stången pressas sedan rakt uppåt tills armarna är fullt utsträckta utan att sänkas under lyftet. Därefter ger domaren signal att stången skall läggas tillbaks på ställningen. För godkänt lyft får fötter, rumpa, axlar och huvud ej lyftas/flyttas under lyftet.
I Marklyft ligger en skivstång med vikter på golvet. Det finns två huvudstilar i detta moment, sumo (bred fotställning) och smal/konventionell (smal fotställning). Stången lyfts framför kroppen med båda händerna greppade om stången utan sänkning tills lyftaren är helt uppsträckt med raka ben och rak rygg. Det är ej tillåtet att underlätta lyftet genom att skjuta under låren/knäna. På domarens signal sänker man sedan stången till golvet igen.

## Styrkelyft klassiskt
Styrkelyft klassiskt är styrkelyft utan knäböjdräkt, knälindor, bänkpresströja och marklyftdräkt. 
Den första officiella tävlingen i Sverige som genomfördes var riksmästerskapen i klassisk styrkelyft 14-15 augusti 2010 i Umeå. 
Det första internationella mästerskapet som arrangerades, World Cup in Classic Powerlifting, hölls i Stockholm, Sverige i Eriksdalshallen 12-17 juni 2012.

## Styrkelyftmaterial
När man tävlar i styrkelyft måste man ha en godkänd trikå. I styrkelyft klassiskt får man använda sig av bälte (10-12 mm tjockt), handledslindor och knävärmare. I styrkelyft utrustat får man använda sig av mer material så som knäböjsdräkt, bänkpresströja, marklyftdräkt och knälindor. Vanligt är att man också använder sig av något avfuktande på händer så som magnesium eller liknande.

## Kroppsvikt
Varje lyftare väger in tidigast 2 timmar före tävlingsstart varpå första vikten (ingångsvikt) i varje gren anges. Inom styrkelyft tävlar man delvis i viktklasser, men i vissa tävlingar istället på poäng. Poängen erhålls genom att multiplicera resultatet i kg med en koefficient som är beroende av lyftarens kroppsvikt, ju lättare kroppsvikt desto högre koefficient. Koefficienten är uträknad genom Wilks formel men finns även i tabellform. På så vis kan en lyftare med lätt kroppsvikt tävla på lika villkor mot en med hög kroppsvikt.
Bl.a. i Sverige finns ett seriesystem där klubbar tävlar mot varandra, och där varje lyftares resultat i wilkspoäng summeras för lagets räkning. På större mästerskap delas det även ut priser till de bästa lyftarna på wilkspoäng.

## Bedömning
Alla lyft bedöms av tre domare som sitter på behörigt avstånd runt lyftaren. Varje domare ger med signaler godkänt (vitt) eller underkänt (rött) efter utfört lyft. Dessa tre domslut används sedan för ett majoritetsbeslut.
Vid vissa större tävlingar finns också en jury bestående av två till fem domare med för tävlingen högsta kategori. Juryn bedömer också lyften, men även domarna. Till juryn kan lyftaren och/eller dennes coach överklaga domslut. Juryn kan ändra domslut och de har övergripande ansvar för tävlingens gång och dess beslut går ej att överklaga.

## Historia
Styrkelyft kom till Sverige från USA i slutet av 1960-talet
Styrkelyft var i Sverige tidigare en del i Svenska Tyngdlyftningsförbundet. 1996 blev Styrkelyft ett eget förbund, Svenska Styrkelyftförbundet (SSF) som 1997 blev medlem i Riksidrottsförbundet (RF).
SSF tillhör de internationella förbunden European Powerlifting federation och International Powerlifting federation  som är anslutna till WADA.

## Källhänvisningar
1. ↑  IPF unequipped WC 2012 rules (=Klassiskt styrkelyft) Arkiverad 2 april 2012 hämtat från the Wayback Machine.
2. ↑  
http://iof3.idrottonline.se/SvenskaStyrkelyftforbundet/Nyheter/Egnanyheter/Nyhetsarkiv/RiksMasterskapiKlassiskStyrkelyft/